# Baud
Baud [bɔːd], Bd ist die Einheit für die Symbolrate (Schrittgeschwindigkeit) in der Nachrichtentechnik und Fernmeldetechnik.
1 Baud ist die Geschwindigkeit, wenn 1 Symbol pro Sekunde übertragen wird. Jedes Symbol entspricht einer definierten, messbaren Signaländerung im physischen Übertragungsmedium. Die Baudrate einer Datenübertragung muss auf Sende- und Empfangsseite gleich sein.
Wenn die übertragene Symbolgröße einem Bit entspricht, entspricht die Symbolrate auch dem Wert der Datenübertragungsrate in Bit pro Sekunde. Bei größeren Symbolen ist die Datenübertragungsrate das entsprechende Vielfache der Symbolrate.
Die Einheit ist nach Jean-Maurice-Émile Baudot benannt, der 1874 den Baudot-Code erfand.

## Symbol
Ein Symbol repräsentiert je nach Codierung unterschiedlich viele Bits eines Datenstromes.
Beispiel: Gigabit-Ethernet 1000BASE-T hat eine Symbolrate von 125 MBaud. Mit der mehrstufigen Pulsamplitudenmodulation (PAM) in Form der 5-PAM werden 2 Nutzdatenbits pro Symbol übertragen, der Informationsgehalt beträgt ld(5) ≈ 2,32 Bits pro Symbol. Außerdem werden gleichzeitig vier Leitungspaare verwendet. Damit wird eine Datenübertragungsrate von
{\displaystyle {\rm {125\;MBd\cdot 2\;{\tfrac {bit}{Symbol}}\cdot 4=1000\;{\tfrac {Mbit}{s}}}}} erreicht.
Für n (zusammengefasste) Bits wird ein Satz von 2n unterschiedlichen Symbolen benötigt – d. h. pro Bit-Kombination gibt es ein korrespondierendes Symbol. Durch den exponentiell ansteigenden Symbolbedarf ist die Anzahl der zu übertragenden Bits pro Symbol meist auf ca. 10 Bit/Symbol als obere Grenze beschränkt. Die Limitierung ergibt sich empfangsseitig durch die Schwierigkeit, die einzelnen Symbole sicher unterscheiden zu können. Vor allem  Rauschen als Störeinfluss spielt hier eine wesentliche Rolle.

## Verwechslung mit der Bitrate
Die Baudrate wird oft mit der Datenübertragungsrate verwechselt, die die Menge an übertragenen Daten je Zeitspanne in Bit je Sekunde als Bitrate angibt. Die Baudrate gibt jedoch die Anzahl der Symbole pro Zeitspanne an. Bei einer Übertragungsdauer eines Symbols von z. B. 200 Millisekunden beträgt die Baudrate 5 Baud.
Binäre Modulationsverfahren kennen nur zwei Zustände des Trägers, was der Übertragung genau eines Bits je Zustandsänderung bzw. Symbols entspricht, womit Bit- und Baudrate bei binären Übertragungen als Spezialfall gleich sind. Modulationsverfahren mit mehr als zwei Zuständen haben eine höhere Bit- als Baudrate. Das ist gleichbedeutend mit einer höheren spektralen Effizienz. Zum Beispiel überträgt der 4B3T-Code vier Bit pro drei Symbole und der 2B1Q-Code zwei Bit pro Symbol. Je mehr Bit mit einem Symbol übertragen werden (bei gleicher Baudrate, über den gleichen physikalischen Kanal), desto störanfälliger ist die Übertragung.